# 事務所費架空計上
事務所費架空計上(じむしょひかくうけいじょう）とは、政治資金収支報告書や政党交付金使途等報告書経費の「事務所費」の項目に、本来事務所費として計上すべきでない支出を計上することである。政治資金には税金も使われていることから問題視されている。

## 架空計上疑惑
主たる事務所が家賃のかからない議員会館や自宅等である場合、事務所費が著しく高額であったり年によって変動が大きい場合等に架空計上の疑惑が出てくる。
安倍内閣では、内閣府特命担当大臣の佐田玄一郎や農林水産大臣の赤城徳彦が、当時野党であった民主党から事務所費の疑惑について批判された。その結果、立て続けに2人の閣僚が辞任に追い込まれ、さらに事務所費に関する疑惑も出ていた農林水産大臣の松岡利勝が自殺したことで話題となった。

### 疑惑が報道された国会議員
その他にも、次のような国会議員（元職含む）について、事務所費に関する疑惑が報道されている。ただし、あくまで「疑惑が報道された」議員であって、実際に架空計上があったことが明らかにされたわけではない。
- 甘利明
- 荒井聰
- 伊吹文明
- 太田誠一
- 川端達夫
- 河村建夫
- 小池百合子
- 塩崎恭久
- 長勢甚遠
- 蓮舫
- 渡部恒三